# Како (тежък крайцер, 1925)
„Како“ (на японски: 加古) е тежък крайцер на Императорските ВМС на Япония. Вторият представител на типа „Фурутака“.
Построен е в Кобе в периода 1922 – 1926 г. Активно се използва в междувоенния период, в периода 1936 – 1937 г. преминава в Сасебо радикална модернизация.
В хода на бойните действия на Тихоокеанския театър на военните действия на Втората световна война 1941 – 1942 г. е в състава на 6-а дивизия крайцери и участва в превземането на Гуам, Уейк, Рабаул и Лае, сраженията в Коралово море, при остров Саво. Веднага след последното, на 10 август 1942 г. е потопен от американската подводница S-44.

## Строителство
Поръчката за строителство на два 7500-тонни крайцера в рамките на „Нова програма за попълнение на флота“, на стойност по 15 млн. йени всеки, е дадена на 20 юни 1922 г.
На 9 октомври на първия кораб е присвоено името „Како“ (в чест на реката в префектура Хього), а на 17 ноември е заложен в корабостроителницата на компанията „Кавазаки“ в Кобе със заводския номер 540.
На вода крайцерът е спуснат на 10 април 1925 г. На ходовите изпитания, от 1 май 1926 г., в пролива Кий, при водоизместимост от 8640 тона и мощност на машините от 103 971 к.с. той развива 34,899 възела, надхвърляйки по този начин контрактната величина от 34,5.
На 20 юли 1926 г. „Како“ е передаден на флота, почти с 4 месеца по-късно от заложения втори кораб „Фурутака“.

## История на службата
Веднага след влизането си в строя „Како“, на 20 юли 1926 г. е приписан към ВМБ Йокосука с позивни JJAA. На 1 август става флагман на 5-а дивизия (1 марка на комините) сменяйки в тази роля еднотипният „Фурутака“ (освен тях включваща и 5500-тонния „Сендай“). От 1 декември се променя и състава на леките крайцери в дивизията, в нея вече влизат „Нака“ и „Джинцу“.
На 27 март 1927 г. 5-а дивизия излиза на поход от Саеки (Хирошима), пристигайки в порт Магун (Мако) на Пескадорските острови на 5 април, а на 26 април се връща в Сасебо. Лятото на същата година крайцера участва в големи маневри на флота. На 5 август 1927 г. „Како“, на показни стрелби с 200-мм снаряди, разстрелва стария крайцер „Чиода“. 19 – 28 септември на кораба са проведени работи по замяна на антените на радиостанциите с по-съвършени. От 1 декември съставът на 5-а дивизия е сведен само до тежки крайцери и включва „Кинугаса“ (флагман, една марка), „Аоба“ (две марки), „Како“ (три марки) и „Фурутака“ (четири марки).
На 29 март 1928 г. 4 крайцера на 5-а дивизия излизат от залива Ариаке и на 9 април пристигат в Рюджун, откъдето на 19-и преминават в Циндао, където прикриват десанта на войските (Втора Шангунгска експедиция, започната под предлог защита правата на японските граждани на Шандунския полуостров). През есента на 1928 г. „Како“ заедно с подразделението участва в поредните маневри, а на 4 декември – в тържествения преглед на флота в Йокосука, за коронацията на император Хирохито.
На 28 март 1929 г. 5-а дивизия излиза в района на Циндао, на 3 април пристига в Рюджун и по-късно се връща обратно. В периода 24 юли – 10 май 1930 е в Йокосука на ремонт, в хода на който е подобрена работата на турбините и вентилацията на цистерните с течно гориво. На 17 май 1930 г. „Како“ заедно с „Аоба“ и „Кинугаса“ отплава от Нагоя към южните морета, връщайки се в Йокосука на 19 юни. През есента тези кораби участват в ежегодните маневри и преглед на флота, на 26 октомври в Кобе.
От 1 декември 1930 „Како“ изваден в резерв и от 15 май до 19 септември 1931 преминава докуване в Йокосука, а от 10 ноември до 31 май 1932 в Куре е проведена и първата му сериозна модернизация. При нея 76-мм зенитни оръдия тип 3 са заменени със 120-мм тип 10, удължен е първия комин, добавени са две сдвоени 13,2-мм картечници тип 93 (над мостика) и катапулт тип Куре №2 модел 1 (пред четвъртата кула на ГК).
На 1 декември 1932 г. „Како“ се връща в състава на 5-а дивизия (четири марки) заедно с „Аоба“ (флагман, една марка) и „Кинугаса“ (две марки). През април 1933 те участват в маневри и стрелби при остров Ошима по кораба-мишена „Хайкан №2“ (бившия крайцер „Тоне“, който е потопен с авиобомби от палубната авиация на 30 април). На 20 май всичките три кораба са предадени на 6-а дивизия. От 11 май до 10 юни 1933 г. „Како“ преминава докуване в Куре, в хода на което е подобрена вентилацията на централните и кърмовите торпедни отсеци. На 29 юни всичките три крайцера отплават от Сасебо към бреговете на Южен Китай, на 5 юли пристигат в Мако, на 13 юли посещават Такао и се връщат в Токийския залив на 21 август. Там те участват в морския преглед от 25 август.
На 11 декември 1933 г. „Како“ е отново изваден в резерва. Той преминава докуване в Курв от 10 ноември 1934 до 22 февруари 1935 и от 20 май до 30 юли същата година, при това е заменено задвижването на рулевото колело от парна машина с електрохидравлично. На 4 юли 1936 г. крайцерът е поставен в сух док за проведждане на реконструкция, продължила до 27 декември 1937 г. При нея шестте 200-мм единични установки от тип A са заменени с три сдвоени 203-мм тип E2 (две на носа, една на кърмата), шестте 610-мм сдвоени торпедни апарата тип 12 с два четирицевни тип 92, добавени са 4 сдвоени 25-мм зенитни автомата тип 96. Радикално са изменени носовата надстройка и системите за управление на огъня (в частност, са поставени два КДП с визьор за централизирана наводка тип 94). На турбозъбчатите агрегати са заменени износените лопатки на роторите (с достигането им на сумарна теоретична мощност до 110 000 к.с.), вместо 12 стари котела са поставени 10 нови и е стеснен задния комин. На мястото на стария катапулт е поставен нов Тип №2 Модел 3 1-ва модификация, позволяващ да се пускат хидросамолети с предполетно тегло до 3000 кг. Най-накрая, добавени са були и скулови килове, подобряващи противоторпедната защита и устойчивостта, но намаляващи максималната скорост. Екипажът на крайцера след реконструкцията нараства, сега вече е 639 души (50 офицера и 589 нисши чина).
На 26 март 1940 г. „Како“ (флагман на 6-а дивизия) и „Фурутака“ отплават от залива Ариаке към крайбрежието на Южен Китай и пристигат в Такао на 2 април. На 11 октомври те участват в морския преглед в Йокохама, посветен на 2600-летието от основаването на японската държава от легендарния император Джиму.
На 24 февруари 1941 г. „Фурутака“, „Како“ и „Аоба“ отплават от Сасебо към брега на Южен Китай, отбиват се в Мако и на 3 март се връщат във Вътрешно море. На 5 – 14 септември крайцерът заедно с „Како“ преминава от Муроджуми в Куре
На 5 и 7 октомври 6-а дивизия излиза в района на Муроджуми за маневри, на 19 – 20 пристига в Саеки, където престоява до края на месеца. От 1 по 15 ноември тя участва в учения в пролива Бунго. В периода 19 – 24 ноември „Како“ последен в дивизията докува в Куре, където получава размагнитваща намотка. На 30 ноември – 2 декември дивизията се премества на остров Хахаджима в архипелага Бонин.
На същия ден на крайцера приемат шифрованото съобщение „Ниитака-яма ноборе хито фута мару хати“, явяващо се кодов сигнал за началото на Хавайската операция. На 4 – 8 декември съединението преминава към Гуам и участва в неговото превземане, а на 12-и пристига на Трук. На 13 декември 6-а дивизия отплава за атола Уейк и на 23-ти поддържа неговия втори щурм, завършил с капитулацията на американския гарнизон.
На 18 януари 1942 г. всичките 4 крайцера отплават от Трук и на 23-ти прикриват десанта на японските войски в Рабаул и Кавиенг в хода на операция „О“, а на 30-и хвърлят котва в Рабаулския залив. На 1 февруари във връзка с рейда на 8-а оперативна група на вицеадмирал Уилям Холси (самолетоносачите „Саратога“ (USS Saratoga (CV-3)) и „Ентърпрайз“ (USS Enterprise (CV-6))) върху атолите Куаджалин и Вотье те се насочват за нейното прихващане, но без успех и на 10-и се връщат в базата. На 20 февруари „Фурутака“, „Како“ и „Кинугаса“ отплават за преследване на открития при Рабаул „Лексингтън“ (USS Lexington (CV-2)), също неуспешно и на 23-ти пристигат на Трук.
На 2 – 5 март 6-а дивизия преминава в Рабаул, и на 8-и в хода на операция „СР“ заедно с 18-а („Тенрю“ и „Тацута“) поддържат десанта на войските в Лае и Саламауа. На 9 – 28 март двете съединения извършват рейсове по маршрута Бука—Рабаул, а на 30 – 31 участват в зпревземането на острова Шортланд и порт Киета на Бугенвил. На 7 април те поддържат десанта на Манус, връщайки се на 10-и на Трук.
На 30 април 6-а дивизия и лекия самолетоносач „Шохо“ тръгват от Трук, и преминавайки на 2 май през пролива Бугенвил, на 3-ти прикриват превземането на остров Тулаги. Този десант (изначално част от Операция „Мо“, с крайна цел превземането на Порт Морсби) води до случилото се на 4 – 8 май първо в историята сражение между авионосни съединения, известно като сражението в Коралово море. На 5 май 6-а дивизия се зарежда от танкера „Иро“, при остров Шортланд, на 6 – 7 е нееднократно и безуспешно атакувана от американски самолети (в т.ч. далечни бомбардировачи Б-17). На 8-и „Како“ и „Аоба“ ескортират плаващ за Порт Морсби конвой. В периода 14 – 22 май двата крайцера преминават в Куре и влизат за ремонт, продължил до 16 юни.
На 16 юни „Како“ и „Аоба“ напускат Куре и, след учение с крайцерите „Тенрю“ и „Тацута“ в пролива Бунго, на 23 юни пристигат на Трук. Оттам на 30 юни – 5 юли те преминават за Киета, а на 7 юли до залива Реката на остров Санта Изабел. На 22 юли крайцерите пристигат в Рабаул, а след още четири дни в Кавиенг. Там те престояват до 7 август.
В хода на сражението при остров Саво, в нощта на 8 към 9 август, „Како“ влиза в състава на съединението на вицеадмирал Гуничи Микава, изстрелвайки по американските кораби 153 203-мм снаряда и 8 кислородни торпеда Тип 93, без да получат при това никакви повреди. При завръщането му към базата, на 10 август крайцера в 07:10 е поразен в десния борд с три от четирите 533-мм торпеда Mk 10, пуснати от американската подводница S-44 от разстояние 650 м. Поради голямата площ на пробойните и отворените илюминатори корабът започва бързо да се накланя по борда потъва в течение на 5 минути, при това се взривяват и котлите. Това се случва при остров Симбари от архипелага Табар в точката с координати 2°28′ ю. ш. 152°11′ и. д. / 2.466667° ю. ш. 152.183333° и. д.. Загиват 70 и са ранени 14 души, по-голямата част от екипажа (в т.ч. и командира на кораба капитан 1-ви ранг Такахаши) е спасена от останалите крайцери на 6-а дивизия.
На 15 септември 1942 г. „Како“ е изключен от списъците на флота.

## Командири
- 18.9.1925 – 15.11.1927 капитан 1-ви ранг (тайса) Акира Гото (на японски: 後藤章)[24];
- 15.11.1927 – 10.12.1928 капитан 1-ви ранг (тайса) Джундзо Йошитаке (на японски: 吉武純蔵)[24];
- 10.12.1928 – 30.11.1929 капитан 1-ви ранг (тайса) Торароку Акияма (на японски: 秋山虎六)[24];
- 30.11.1929 – 18.6.1930 капитан 1-ви ранг (тайса) Нобутаке Кондо (на японски: 近藤信竹)[24];
- 18.6.1930 – 1.12.1930 капитан 1-ви ранг (тайса) Камеджабуро Накамура (на японски: 中村亀三郎)[24];
- 1.12.1930 – 1.12.1931 капитан 1-ви ранг (тайса) Кацуджуми Иноуе (на японски: 井上勝純)[24];
- 1.12.1931 – 1.12.1932 капитан 1-ви ранг (тайса) Шитишабуро Кога (на японски: 古賀七三郎)[24];
- 1.12.1932 – 15.11.1933 капитан 1-ви ранг (тайса) Сюнджо Мито (на японски: 水戸春造)[24];
- 1.11.1933 – 15.11.1934 капитан 1-ви ранг (тайса) Токуджиро Йокояма (на японски: 横山徳治郎)[24];
- 15.11.1934 – 15.11.1935 капитан 1-ви ранг (тайса) ей Касивахи (на японски: 柏木英)[24];
- 15.11.1935 – 1.7.1936 капитан 1-ви ранг (тайса) Аритака Айхара (на японски: 藍原有孝)[24];
- 1.7.1936 – 1.12.1936 капитан 1-ви ранг (тайса) Кенширо Ошима (на японски: 大島乾四郎)[24];
- 1.12.1936 – 15.12.1937 капитан 1-ви ранг (тайса) Масао Окамура (на японски: 岡村政夫)[24];
- 1.12.1937 – 20.10.1938 капитан 1-ви ранг (тайса) Митиачи Камата (на японски: 鎌田道章)[24];
- 20.10.1938 – 1.5.1939 капитан 1-ви ранг (тайса) Масаки Огата (на японски: 緒方真記)[24];
- (изпълняващ длъжността) 1.5.1939 – 1.7.1939 1-ви ранг (тайса) Акира Ито (на японски: 伊藤皎)[24];
- 1.7.1939 – 15.11.1939 капитан 1-ви ранг (тайса) Хейтаро Едо (на японски: 江戸兵太郎)[24];
- 15.11.1939 – 15.10.1940 капитан 1-ви ранг (тайса) Киитиро Хорие (на японски: 堀江義一郎)[24];
- 15.10.1940 – 15.9.1941 капитан 1-ви ранг (тайса) Мицуо Киношита (на японски: 木下三雄)[24];
- 15.9.1941 – 10.8.1942 капитан 1-ви ранг (тайса) Юджи Такахаши (на японски: 高橋雄次)[24].

## Коментари
1. ↑  При влизането им в строй са класифицирани като крайцери 1-ви клас (ито дзюнъйокан, по водоизместимост), от 1931 г. като клас A (ко-кю дзюнъйокан, с 8-дюймов главен калибър, т.е. тежки).
2. ↑  От 1913 г. в ЯИФ е установен ред за именуване на крайцерите от 1-ви клас в чест на планини, а от 2-ри клас в чест на реки. По неизвестни причини е повторно използвано названието на недостроения лек крайцер от типа „Сендай“, разкомплектован на стапела в Сасебо през същата година.
3. ↑  В оригинала подразделението се именува 戦隊 (сентай), БЯРС (Большой словарь японского языка) дава възможни преводи като „бригада“ или „дивизия“, в рускоезичната историческа литература за Тихоокеанската война се предпочита използването на втория вариант.
4. ↑  新高山登れ一二〇八, буквално „Изкачете се на планината Ниитака на 8 декември“, разпространено и в по-поетичния му вариант като „Започнете изкачването на планината Ниитака (8 декември)“.
5. ↑  Японско стандартно време, назад от поясното време на Соломоновите острови с 2 часа.